# District de Pécs
Le district de Pécs (en hongrois : Pécsi járás) est un des 10 districts du comitat de Baranya en Hongrie. Créé en 2013, il compte 178 962 habitants et rassemble 40 localités dont Pécs, son chef-lieu.
Cette entité existait déjà auparavant jusqu'en 1978.

## Localités
| Nom           | Statut                 | Superficie (km²) | Population (2013) |
| ------------- | ---------------------- | ---------------- | ----------------- |
| Pécs          | Ville de droit comital | 162,77           | 147 719           |
| Kozármisleny  | Ville                  | 14,45            | 5 934             |
| Abaliget      | Commune                | 16,09            | 618               |
| Aranyosgadány | Commune                | 8,26             | 350               |
| Áta           | Commune                | 8,09             | 168               |
| Bakonya       | Commune                | 15,07            | 330               |
| Berkesd       | Commune                | 19,04            | 881               |
| Birján        | Commune                | 9,07             | 505               |
| Bogád         | Commune                | 7,84             | 1 001             |
| Bosta         | Commune                | 5,95             | 132               |
| Cserkút       | Commune                | 6,67             | 581               |
| Egerág        | Commune                | 13,01            | 950               |
| Ellend        | Commune                | 7,99             | 196               |
| Görcsöny      | Commune                | 18,52            | 1 559             |
| Gyód          | Commune                | 3,25             | 649               |
| Hosszúhetény  | Commune                | 45,27            | 3 464             |
| Husztót       | Commune                | 6,75             | 61                |
| Keszü         | Commune                | 7,31             | 1 228             |
| Kisherend     | Commune                | 6,92             | 190               |
| Kovácsszénája | Commune                | 7,83             | 62                |
| Kökény        | Commune                | 4,90             | 620               |
| Kővágószőlős  | Commune                | 18,25            | 1 255             |
| Kővágótöttös  | Commune                | 13,94            | 329               |
| Lothárd       | Commune                | 10,46            | 245               |
| Magyarsarlós  | Commune                | 8,03             | 282               |
| Nagykozár     | Commune                | 11,46            | 1 948             |
| Ócsárd        | Commune                | 12,66            | 397               |
| Orfű          | Commune                | 32,15            | 1 000             |
| Pécsudvard    | Commune                | 8,43             | 747               |
| Pellérd       | Commune                | 20,93            | 2 255             |
| Pereked       | Commune                | 6,74             | 163               |
| Pogány        | Commune                | 11,55            | 1 183             |
| Regenye       | Commune                | 6,15             | 147               |
| Romonya       | Commune                | 7,07             | 474               |
| Szalánta      | Commune                | 17,08            | 1 176             |
| Szemely       | Commune                | 9,47             | 424               |
| Szilágy       | Commune                | 11,55            | 259               |
| Szilvás       | Commune                | 6,04             | 160               |
| Szőke         | Commune                | 6,48             | 137               |
| Szőkéd        | Commune                | 9,58             | 359               |